# Zażółkiew
Zażółkiew – wieś w Polsce położona w województwie lubelskim, w powiecie krasnostawskim, w gminie Krasnystaw, nad rzeką Żółkiewką.
Wieś starostwa krasnostawskiego w 1570 roku. W latach 1975–1998 miejscowość administracyjnie należała do województwa chełmskiego.
Wieś stanowi sołectwo gminy Krasnystaw. Według Narodowego Spisu Powszechnego (III 2011 r.) wieś liczyła 308 mieszkańców.
Wierni Kościoła rzymskokatolickiego należą do parafii św. Franciszka Ksawerego w Krasnymstawie.

## Historia
Zażółkiew jest jedną ze najstarszych wsi w gminie Krasnystaw. W czasach Jagiellonów należała do wsi królewskich położonych wokół Krasnegostawu. Pierwsze wzmianki pisane pochodzą z 1476 roku; występuje wówczas ona jako wieś w dobrach królewskich zarządzanych przez Starostę krasnostawskiego. Zapis z lustracji z roku 1564 informuje, że we wsi było „poddanych jak i zagrodników 11”, we wsi prosperowała także karczma. Kolejna lustracja wylicza we wsi 13 kmieci i zagrodników oraz nadal funkcjonującą karczmę. 
W roku 1819 spisano układ pomiędzy przedstawicielem diecezji ks. dziekanem Michałem Gorajskim hrabią Pawłem Cieszkowskim dzierżawcą Dóbr Rządowych w Krasnymstawie oraz Janem Bieleckim przedstawicielem Komisji Rządowej Spraw Wewnętrznych i Policji w sprawie wysokości dziesięcin na utrzymanie kościoła.  Wartość dziesięciny wynosiła 197,28 zł w owym czasie było to roczne uposażenie organisty lub leśniczego.  
W 1827 r. we wsi było 11 domów i 84 mieszkańców.Wchodziła w skład majoratu Białka, który za zasługi 1835 r. na własność otrzymał generał PlautinW miejscowości funkcjonowało kilka odkrywkowych kamieniołomów białego wapiennego kamienia, których pozostałości widoczne są obecnie na okolicznych polach. 
W latach 1916–1927 funkcjonowała we wsi szkoła powszechna oraz biblioteka. Według spisu powszechnego z 1921 r. Zażółkiew liczyła 62 domy i 387 mieszkańców. W 1926 r. we wsi otwarto nowoczesną, jak na ówczesne czasy, mleczarnię, która aż do roku 1984 była siedzibą Okręgowej Spółdzielni Mleczarskiej w Krasnymstawie.
1 stycznia 1960 utworzono Gromadę Zażółkiew z siedzibą GRN w Zażółkwi z obszarów zniesionych gromad Rońsko i Niemienice.     29 marca 1960 gromadę Zażółkiew zniesiono przez przeniesienie siedziby GRN z Zażółkwi do kol. Rońsko i zmianę nazwy jednostki na gromada Rońsko kolonia. 1 stycznia 1962 gromadę Rońsko Kolonia zniesiono przez przeniesienie siedziby GRN z Rońska Kolonii do miasta Krasnegostawu i zmianę nazwy jednostki na gromada Krasnystaw.